# Auguste Roquemont
Auguste Roquemont – portugalski malarz romantyczny.

## Wybrane dzieła
- Procissão Portuguesa
- O chafariz de Guimarães
- Retrato dos filhos do Conselheiro Joaquim Torcato Alves Ribeiro
- Portret radcy João Baptisty Felgueirasa

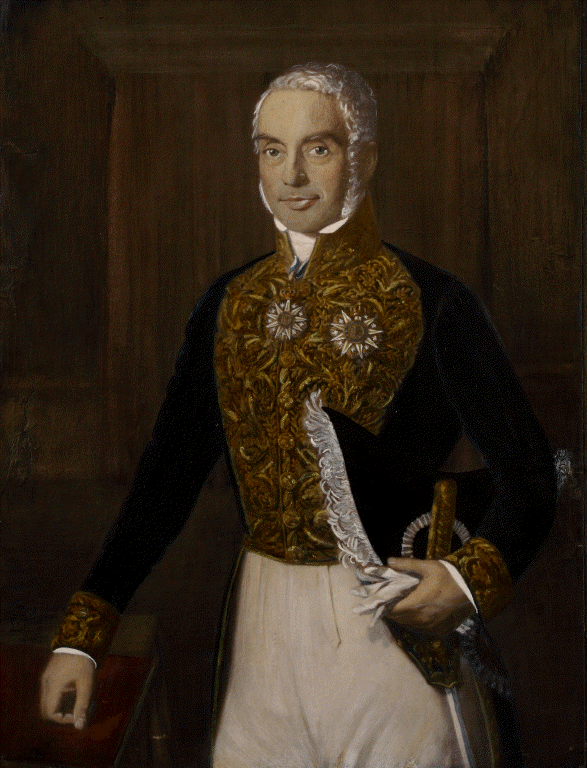
Portret radcy João Baptisty Felgueirasa